# Kapiro
Kapiro ist eine kleine Siedlung im Far North District der Region Northland auf der Nordinsel von Neuseeland.

## Geographie
Die Siedlung befindet sich rund 6 km nordwestlich von Kerikeri direkt am New Zealand State Highway 10. Durch Kapiro fließt der Kapiro Stream, der östlich der Siedlung in den Rangitane River mündet. 4 km westlich der Siedlung befindet sich der Lake Manuwai.

## Bevölkerung
Das neuseeländische Amt Statistics New Zealand weist unter dem Ortsbegriff Kapiro eine Einwohnerzahl für 2013 von 2685 Einwohnern aus. Doch das Gebiet, unter dem die statistischen Daten zusammengefasst wurden, erstreckt sich in Nord-Süd-Richtung über maximal 18 km und in Ost-West-Richtung über rund 28 km und hat mit der hier beschrieben Siedlung außer dem Namen nichts gemein. Entsprechend der Mashbock-Auswertung hat die Siedlung schätzungsweise um die 500 Einwohner.
Die ortsansässigen Māori gehören zum Iwi (Stamm) der Ngāpuhi.

## Wirtschaft
Bevor man in Kapiro größere Flächen an Viehweiden anlegte, wurden durch Versuchsanbauten die für die eisenhaltigen Böden des Northland geeigneten Gräser ermittelt. In und um die Siedlung herum wird vorwiegend Landwirtschaft betrieben.